# Ga Maruyama-Kōen
Ga Maruyama-Kōen (円山公園駅 Maruyama-kōen-eki) là nhà ga tàu điện ngầm nằm ở Chūō, Sapporo, Hokkaidō, Nhật Bản. Nhà ga được đánh số T06. Tên của nhà ga được lấy theo tên của Công viên Maruyama, nằm cách nhà ga 300m về phía tây.

## Bố trí ga
| G                                 | Mặt đất                                           | Lối vào/Lối ra                    |
| Sân ga                            | Sân ga cạnh, cửa sẽ mở ở bên trái                 | Sân ga cạnh, cửa sẽ mở ở bên trái |
| Sân ga 1                          | đi T07 Nishi-Jūhatchōme (Hướng đi Shin-Sapporo) → |                                   |
| Sân ga 2                          | ← đi T05 Nishi-Nijūhatchōme (Hướng đi Miyanosawa) |                                   |
| Sân ga cạnh, cửa sẽ mở ở bên trái |                                                   |                                   |

## Lịch sử
- 10 tháng 6 năm 1976: Nhà ga mở cửa cùng với thời điểm mở rộng Tuyến Tōzai từ Ga Kotoni đến Ga Shiroishi.[1]
- 27 tháng 1 năm 2009: Cửa chắn sân ga được lắp đặt và đưa vào sử dụng.[2]

## Xung quanh nhà ga
- Công viên Maruyama
- Sở thú Sapporo Maruyama
- Đền Hokkaidō
- Sân vận động Bóng chày Maruyama

## Thống kê lượng hành khách
Theo Cục Giao thông vận tải Thành phố Sapporo, số lượng hành khách trung bình mỗi ngày trong năm tài chính 2020 là 10.435. 
Số lượng hành khách trung bình mỗi ngày trong những năm gần đây như sau.
| Năm  | Lượng hành khách trung bình mỗi ngày | Nguồn |
| ---- | ------------------------------------ | ----- |
| 2003 | 11,062                               | [ 3 ] |
| 2004 | 11,113                               | [ 3 ] |
| 2005 | 11,000                               | [ 3 ] |
| 2006 | 11,124                               | [ 3 ] |
| 2007 | 10,931                               | [ 3 ] |
| 2008 | 11,254                               | [ 3 ] |
| 2009 | 12,267                               | [ 3 ] |
| 2010 | 12,297                               | [ 3 ] |
| 2011 | 12,406                               | [ 4 ] |
| 2012 | 12,935                               | [ 4 ] |
| 2013 | 13,553                               | [ 4 ] |
| 2014 | 14,055                               | [ 4 ] |
| 2015 | 14,601                               | [ 4 ] |
| 2016 | 15,019                               | [ 5 ] |
| 2017 | 15,197                               | [ 5 ] |
| 2018 | 15,529                               | [ 6 ] |
| 2019 | 15,252                               | [ 6 ] |
| 2020 | 10,435                               | [ 7 ] |

## Hình ảnh

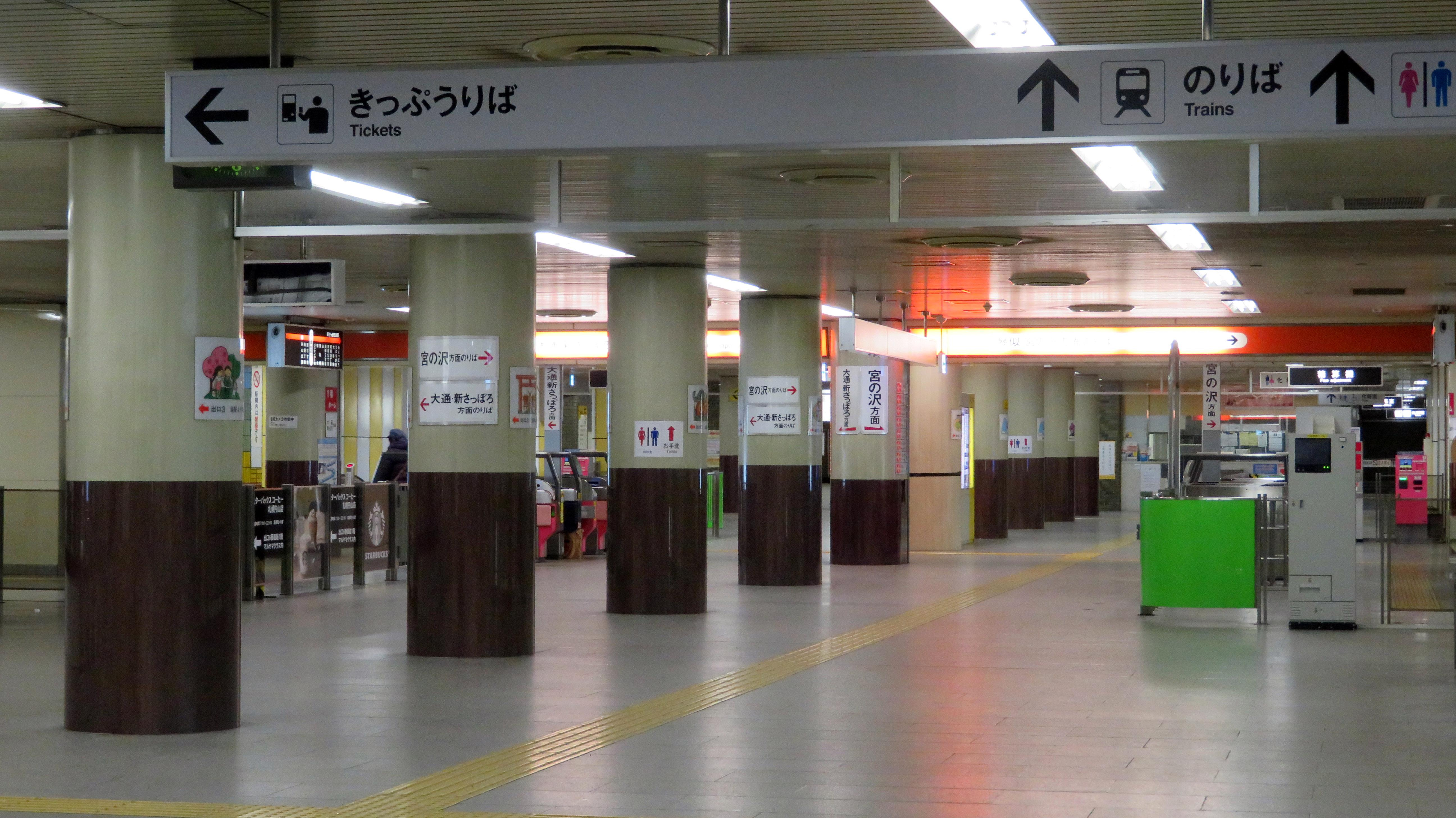
Cổng soát vé
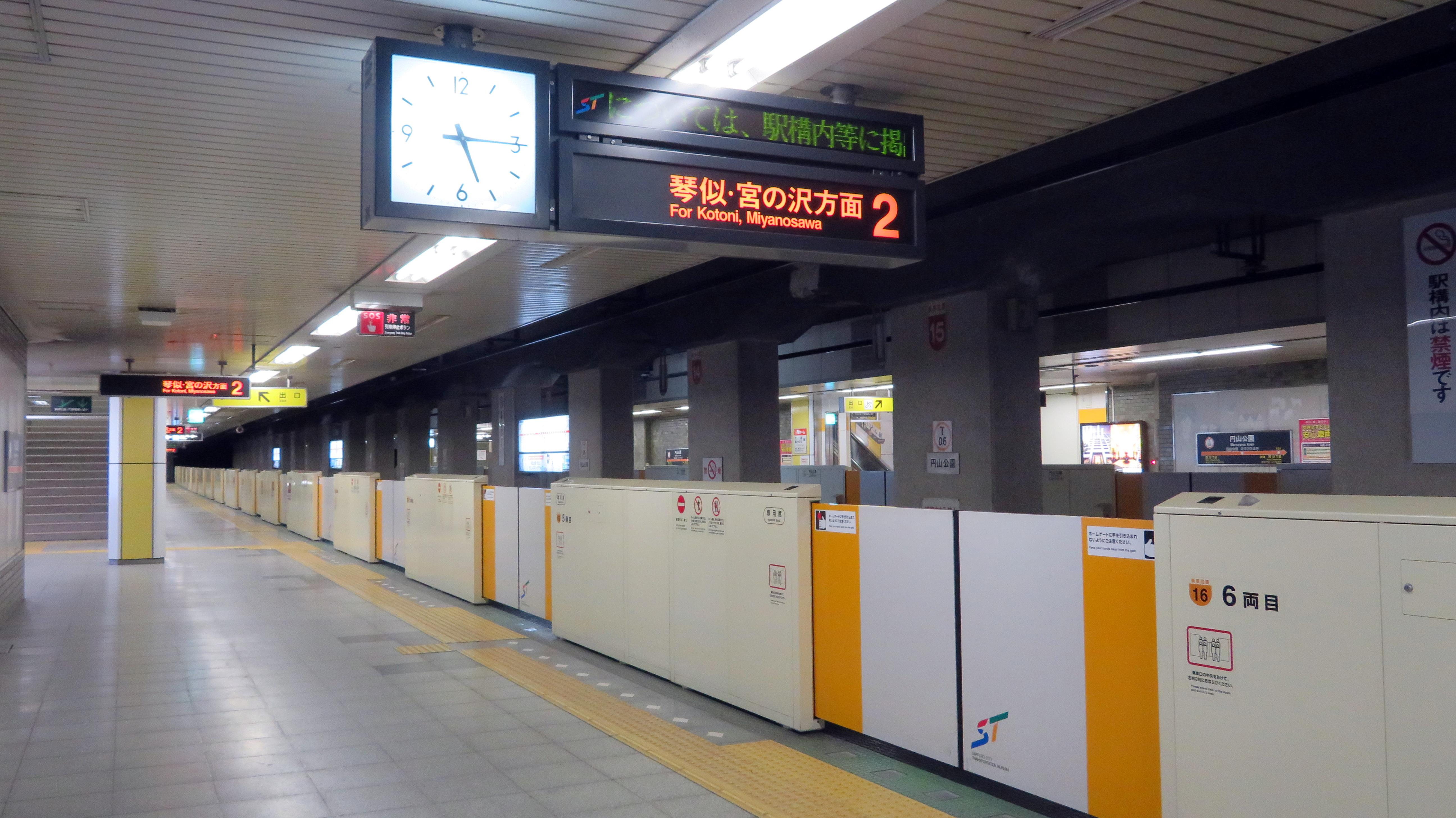
Sân ga
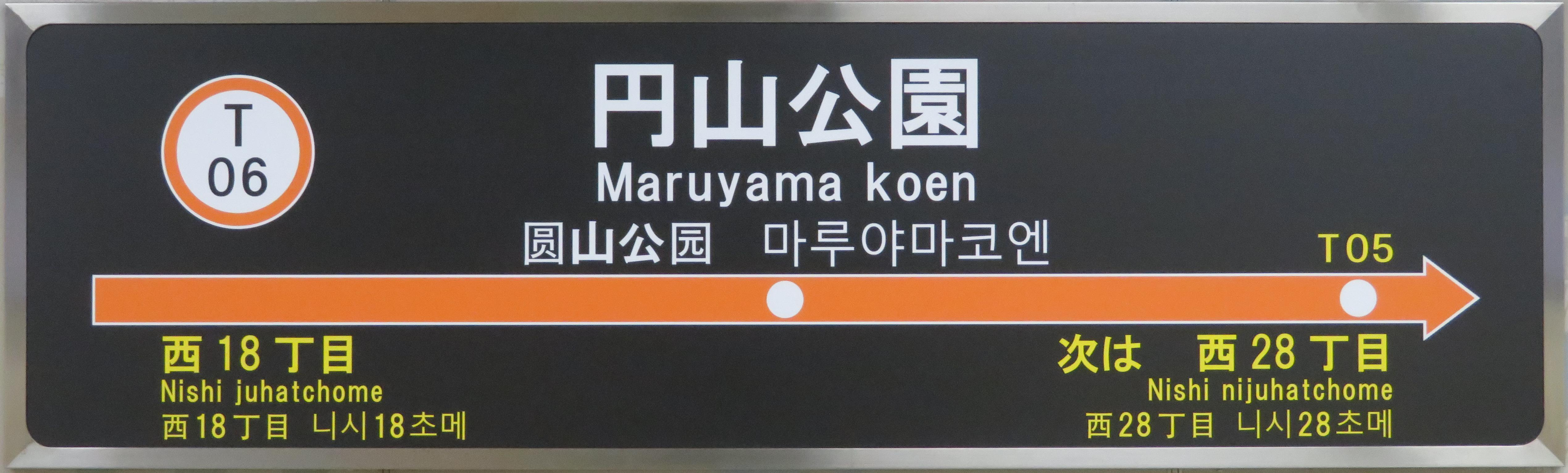
Biển tên của nhà ga